# Ел Паис
„Ел Паис“ (на испански: El País, букв. „страната“) е испаноезичен ежедневник в Испания. Седалището на „Ел Паис“ е в столицата Мадрид, вестникът е собственост на испанския медиен конгломерат PRISA. Главен редактор е Пепа Буено (от 2021 г.), Жоакин Естефания е асоцииран редактор, а Моника Себерио е управляващ редактор.
Това е вторият по тираж всекидневник в Испания (към декември 2017). „Ел Паис“ е най-четеният испански онлайн вестник и един от мадридските ежедневници, считани за национален вестник на Испания (заедно с El Mundo и ABC). През 2018 г. броят на дневните продажби е 138 000.
Седалището и централната редакция се намират в Мадрид, въпреки че има регионални офиси в най-големите испански градове (Барселона, Севиля, Валенсия, Билбао и Сантяго де Компостела), където до 2015 г. има регионални издания. „Ел Паис“ има и световно издание в Мадрид, което е достъпно онлайн на английски и испански език (за Латинска Америка).